# Dynasty (альбом Kiss)
Dynasty (с англ. — «Династия») — седьмой студийный альбом американской хард-рок-группы Kiss, вышедший в 1979 году на лейбле Casablanca.

## Об альбоме
Диск был издан менее чем через год после четырёх сольных альбомов, которые стали «коммерческими разочарованиями». Альбом и последующий концертный тур ознаменовали «возвращение Kiss».
Kiss пригласили продюсировать альбом Вини Понциа, который продюсировал сольный альбом Питера Крисса. После репетиций Понциа решил исключить Питера, мотивируя это тем, что тот был не в состоянии нормально играть. Таким образом, на большинстве дорожек (за исключением «Dirty Living») ударные принадлежат Энтону Фигу, который играл на ударных на сольном альбоме Эйса Фрэйли.
Первый сингл с альбома, «I Was Made For Lovin’ You», отличался ударными в стиле диско и получил успех, так как диско на тот момент было на пике популярности.

## Список композиций
| №                   | Название                                                                           | Автор(ы)                               | Основной вокал      | Длительность |
| ------------------- | ---------------------------------------------------------------------------------- | -------------------------------------- | ------------------- | ------------ |
| 1.                  | «I Was Made for Lovin' You» (с англ. — «Я Был Создан для того, чтобы Любить Тебя») | Пол Стэнли, Вини Понциа, Дезмонд Чайлд | Стэнли              | 4:30         |
| 2.                  | «2,000 Man» (с англ. — «Человек 2000 года»)                                        | Мик Джаггер, Кит Ричардс               | Эйс Фрейли          | 4:54         |
| 3.                  | «Sure Know Something» (с англ. — «Уверен, что Знаю Что-То»)                        | Стэнли, Понциа                         | Стэнли              | 4:00         |
| 4.                  | «Dirty Livin'» (с англ. — «Грязная Жизнь»)                                         | Питер Крисс, Понциа, Стэн Пэнридж      | Крисс               | 4:27         |
| Общая длительность: | Общая длительность:                                                                | Общая длительность:                    | Общая длительность: | 17:51        |

| №                   | Название                                            | Автор(ы)                   | Основной вокал      | Длительность |
| ------------------- | --------------------------------------------------- | -------------------------- | ------------------- | ------------ |
| 5.                  | «Charisma» (с англ. — «Харизма»)                    | Джин Симмонс, Говард Маркс | Симмонс             | 4:25         |
| 6.                  | «Magic Touch» (с англ. — «Волшебное Прикосновение») | Стэнли                     | Стэнли              | 4:41         |
| 7.                  | «Hard Times» (с англ. — «Трудные Времена»)          | Фрейли                     | Фрейли              | 3:30         |
| 8.                  | «X-Ray Eyes» (с англ. — «Рентгеновские Глаза»)      | Симмонс                    | Симмонс             | 3:46         |
| 9.                  | «Save Your Love» (с англ. — «Спаси Свою Любовь»)    | Фрейли                     | Фрейли              | 4:41         |
| Общая длительность: | Общая длительность:                                 | Общая длительность:        | Общая длительность: | 21:06        |

## Участники записи
- Джин Симмонс — бас-гитара, вокал, ритм-гитара на «X-Ray Eyes»
- Пол Стэнли — ритм-гитара, вокал, соло-гитара на «Sure Know Something» и «Magic Touch»
- Эйс Фрэйли — соло-гитара, вокал, все гитары и бас на «2,000 Man», «Hard Times» и «Save Your Love», бэк-вокал
- Питер Крисс — ударные, вокал (только в «Dirty Living»)

совместно с:
- Энтон Фиг[англ.] — ударные (1—3, 5—9, не указан)
- Вини Понциа — продюсер, клавишные и бэк-вокал

## Дополнительные факты
- Песня «I Was Made for Lovin' You» использовалась в фильме «Папа-досвидос»[7].